# Mike Espy
Alphonso Michael Espy (Yazoo City, 30 novembre 1953) è un politico statunitense, già Segretario dell'Agricoltura degli Stati Uniti sotto la presidenza Clinton.
Deputato democratico del Mississippi dal 1987 al 1993, è poi entrato a far parte del Gabinetto degli Stati Uniti d'America del Presidente Clinton come Segretario dell'Agricoltura, restando in carica fino a tutto il 1994.
È stato il primo afroamericano a ricoprire questa carica.

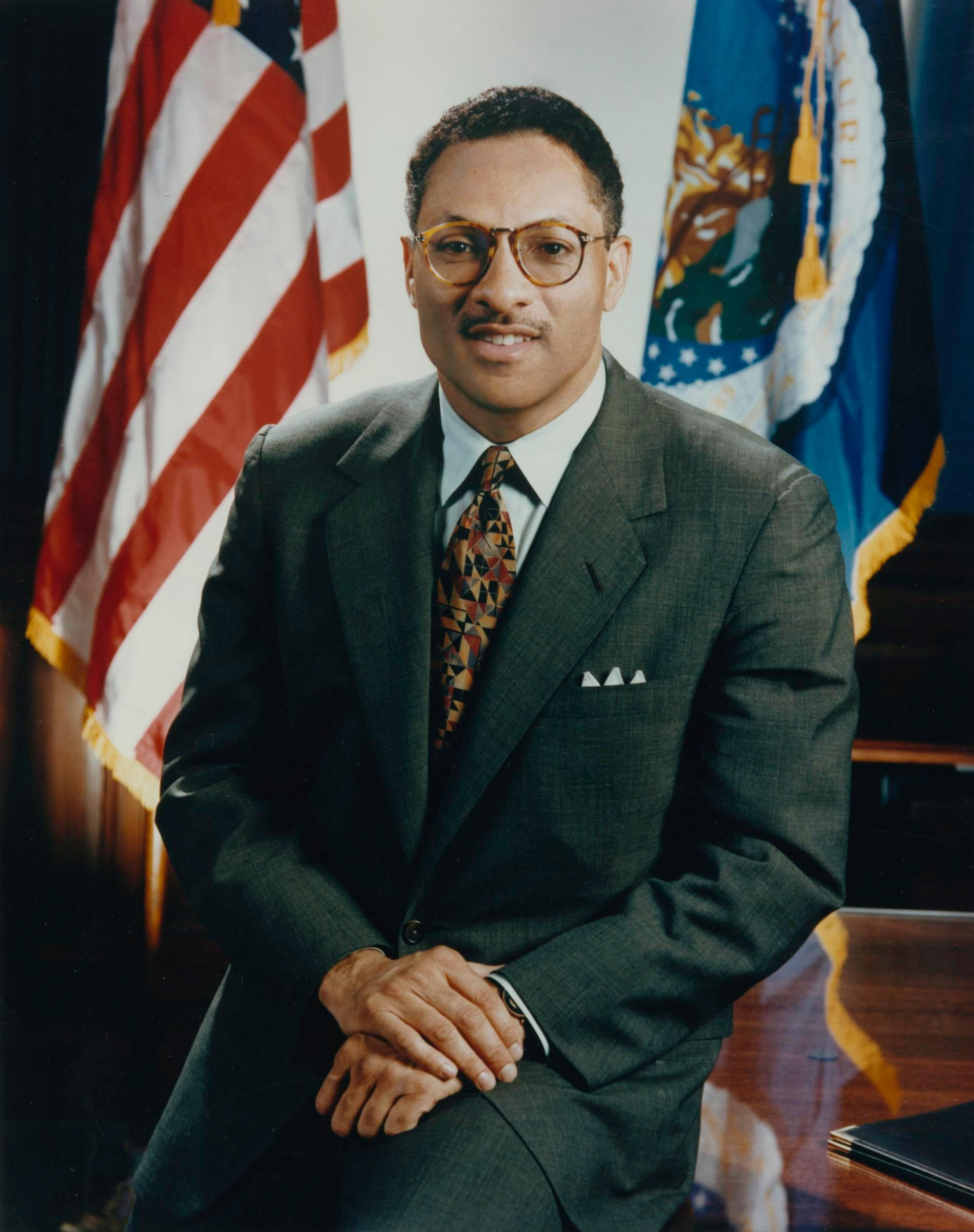
Ritratto ufficiale di Mike Espy come Segretario dell'Agricoltura

Nel 2007 ha appoggiato la candidatura del governatore del Mississippi uscente, il repubblicano Haley Barbour, poi rieletto.

## Carriera successiva
Successivamente, Espy lavora dal 2008 come avvocato nello studio Morgan&Morgan e, in particolare, ha lavorato alla causa Pigford v. Glickman, quest'ultimo suo successore al Dipartimento dell'Agricoltura degli Stati Uniti d'America. Nella suddetta causa, Espy ha rappresentato gli agricoltori afroamericani della National Black Farmers Association.

### Campagne per il Senato
Nel 2018, Espy decide di candidarsi come Senatore per il Mississippi in sostituzione del repubblicano Thad Cochran, che si sarebbe dimesso ad aprile dello stesso anno.
Nelle elezioni speciali, Espy è stato sconfitto con il 46% dei voti contro la candidata repubblicana Cindy Hyde-Smith.
Nel 2020 Espy si é ricandidato per lo stesso seggio e contro la stessa Cindy Hyde-Smith che 2 anni prima lo aveva sconfitto: Espy non viene comunque eletto totalizzando una percentuale del 44% dei voti contro il 54% della Hyde-Smith.

## Processo

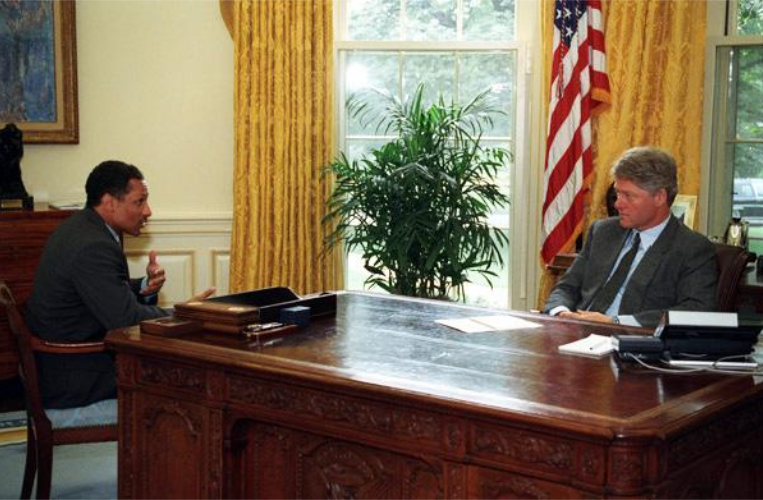
Espy con Bill Clinton nel 1993

Nell'agosto del 1997 Mike Espy venne incriminato con l'accusa di ricevere doni impropri, tra cui biglietti per eventi sportivi, soggiorni e biglietti aerei. Espy rifiutò di patteggiare e nel dicembre del 1998 fu assolto. Si provò l'elargizione di regali ma non venne dimostrato un collegamento di questi con il ruolo pubblico ricoperto da Espy.